# FC 간자사르 카판
FC 간자사르 카판(아르메니아어: Ֆուտբոլային Ակումբ Գանձասար Կապան, 영어: FC Gandzasar Kapan)은 카판을 연고로 하는 아르메니아의 축구 클럽이다. 현재는 아르메니아 프리미어리그에 참가하고 있다. 간자사르는 아르메니아어로 "보물산"을 뜻한다.

## 같이 보기
- 아르메니아 축구 연맹